# Croix romane de Grisy
La croix romane de Grisy est une croix de chemin du XIIe siècle, située sur le territoire de Grisy, commune associée à Vendeuvre, en France.

## Localisation
La croix est située dans le département français du Calvados, au bord de la route départementale no 271, entre les bourgs de Grisy et Vendeuvre.

## Historique
La croix date du XIIe siècle. Elle est classée au titre des monuments historiques depuis le 26 septembre 1903.
Quand on construisit la voie de chemin de fer de Mézidon au Mans au XIXe siècle, il fallut déplacer la croix de quelques mètres, lui faisant quitter ainsi le territoire de son village d'origine. Mécontents, les villageois décidèrent de la ramener, ce qui fut fait sans précautions, et la croix se cassa en deux morceaux. Les dégâts purent être réparés. Les communes rivales furent réunies en une seule bien plus tard, en 1973.

## Description
Taillée d'un seul bloc dans une pierre calcaire, cette croix est une des seules encore debout en Normandie avec celles de Feuguerolles-Bully dans le Calvados, Neaufles-Saint-Martin (Eure) et de Rouxmesnil-Bouteilles (Seine-Maritime). Le petit nombre de croix subsistantes s'explique par la fragilité de leur matériau, leur ancienneté et les vandalismes des guerres de religion et autres.
Ce monument de 2 mètres de hauteur est composé d'une croix grecque posée sur quatre colonnes solidaires groupées en faisceau entre lesquelles, de face, s'insèrent deux cordons tressés. Les colonnes sont couronnées par des chapiteaux ornés de quelques volutes. Au centre de la croix, un fleuron (sculpture en forme de fleur) en forme de rosace s'inscrit dans un cercle orné de moulures en dents de scie. Les branches ou « ailes » de la croix sont biseautées et séparées par des modillons. Elles sont ornées d'étoiles.

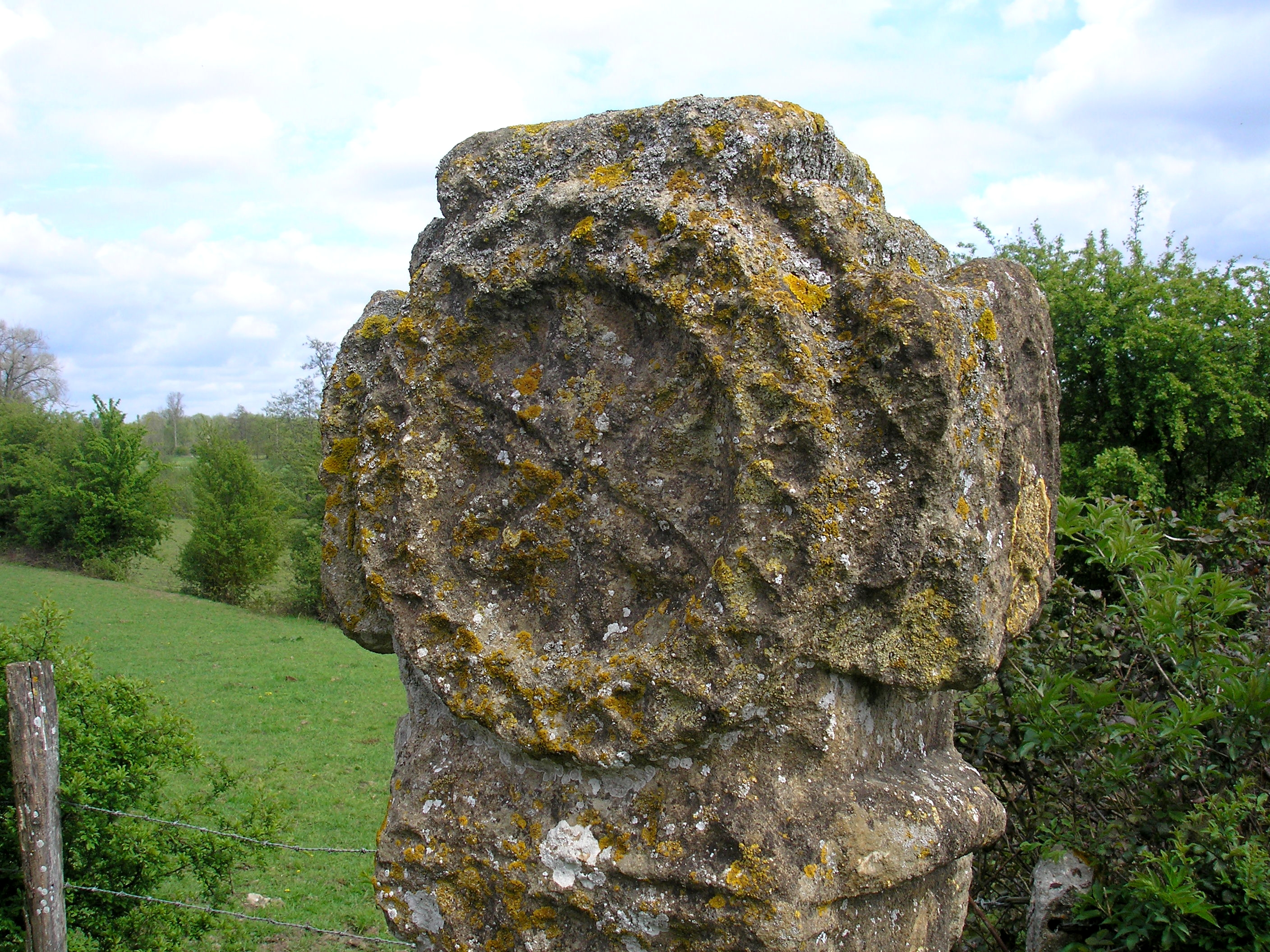
La tête de la croix.